# سفارت اندونزی در بندر سری بگوان
سفارت اندونزی در بندر سری بگوان (به لاتین: Embassy of Indonesia) یک منطقهٔ مسکونی و نمایندگی سیاسی این کشور در برونئی است که در بندر سری بگاوان واقع شده‌است.